# ルドルフ1世 (ザクセン選帝侯)
ルドルフ1世（Rudolf I., Kurfürst von Sachsen, 1284年ごろ - 1356年3月12日）は、アスカニア家出身のザクセン＝ヴィッテンベルク公およびザクセン選帝侯、神聖ローマ帝国の国家元帥（Erzmarschall）（在位：1298年 - 1356年）。ブランデンブルク辺境伯（在位：1320年 - 1323/4年）。

## 生涯
ルドルフ1世はザクセン＝ヴィッテンベルク公アルブレヒト2世の長男である。父アルブレヒト2世は神聖ローマ帝国内でローマ王を選出する権利を持つ諸侯の一人であった。また、母アグネスはハプスブルク家のローマ王ルドルフ1世の娘である。1291年、ルドルフはブレーナ伯領を与えられたが、当初は父アルブレヒト2世が後見人として統治した。
1298年8月25日に父アルブレヒトが死去し、ルドルフはザクセン＝ヴィッテンベルク公位ととともに、ローマ王を選出する権利も継承した。この権利は、帝国の国家元帥の地位に付随したものであり、式典の際に帝国剣を帯びることが赦されていた。しかしこの時ルドルフはまだ若年であったため、母アグネスが後見人として公領の統治を行った。この間にヴィッテンベルク領内からのユダヤ人の追放が始まった。この頃ルドルフは伯父アルブレヒト1世の宮廷で帝国の政治事情に対する洞察力を次第に学んでいった。
1302年に親政を開始し、当初ルドルフは自らの統治権の強化に努めた。とりわけ、父から継承したローマ王の選挙権を守るため、従兄弟のザクセン＝ラウエンブルク公に対処せねばならなかった。
帝国政策に関する費用の増加により、ルドルフは権利を次々と手放さなければならなかった。1306年、ルドルフはいくつかの都市と防衛に関して同盟を結んだ。その後都市はそれぞれ独立して拡大していった。

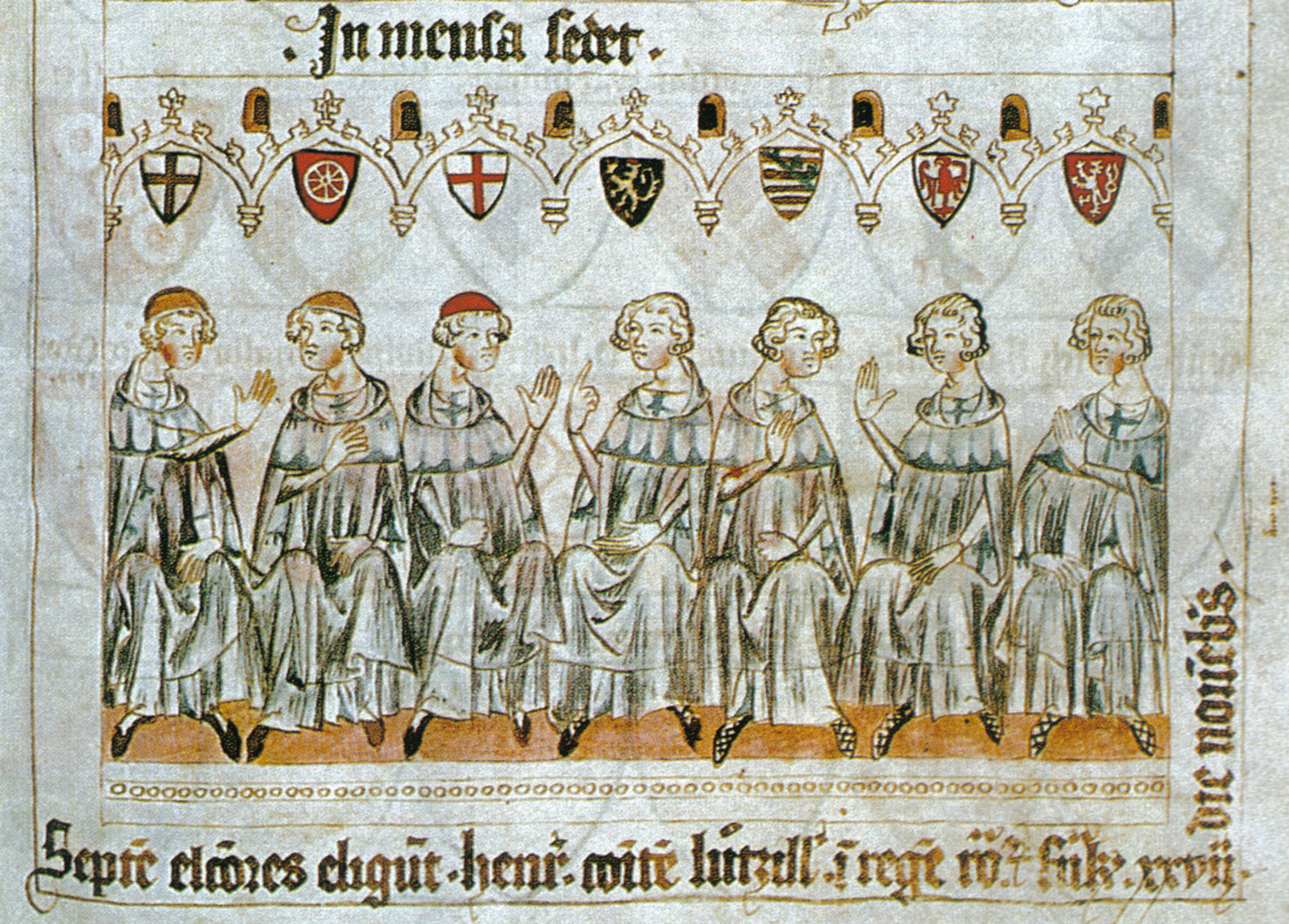
ハインリヒ7世の国王選挙

1308年、伯父ローマ王アルブレヒト1世が暗殺され、王の選出選挙が行われた。堂々巡りの末、1308年11月27日にルクセンブルク家のハインリヒ7世が王に選出されたが、ルドルフもハインリヒ7世に投票した。加えて、ルドルフは金銭面と軍事面でハインリヒ7世を支持し、未来の皇帝からの信頼を得ることができた。
この国王選挙において、ルドルフと従兄弟ザクセン＝ラウエンブルク公らとの間の選挙権に関する問題が明らかとなった。1296年に従兄弟らと父アルブレヒト2世との間で領地の分割が行われたが、ザクセン＝ラウエンブルク公家もまた、国王の選挙権を有していた。この問題は、この時は双方が同じ相手を支持することで回避することができた。
1313年8月24日、ハインリヒ7世が死去し、1314年10月19日にフランクフルト近くのザクセンハウゼンで国王選挙が行われた。この選挙の結果、当初は2人の人物が選ばれた。ルドルフはハプスブルク家のフリードリヒ3世に投票したが、反対派はヴィッテルスバッハ家のルートヴィヒ4世を選出した。このときザクセン＝ラウエンブルク公家はルートヴィヒに投票し、得票数が4:4の同数となり、どちらも選挙の勝利を主張した。1322年9月22日のミュールドルフの戦いの結果、ルートヴィヒ4世が単独の王となった。
1319年、ルドルフは未成年のブランデンブルク辺境伯ハインリヒ2世の後見人となった。翌1320年、ハインリヒ2世が死去し、ルドルフはブランデンブルク辺境伯領の支配権を主張し、ベルリンのシュパンダウから支配を行った。
しかし、ルートヴィヒ4世はそれを拒否し、ルドルフが力を持ちすぎることを防ごうとした。ブランデンブルク辺境伯もまた国王の選挙権を持っていたためである。ルートヴィヒ4世は1323年、自らの息子ルートヴィヒ5世にブランデンブルク辺境伯領を与えた。ルドルフは1324年初夏にブランデンブルクの地を去った。
ルートヴィヒ4世からさらなる制裁が加えられ、ルドルフと弟ヴェンツェルはルートヴィヒ4世に屈服し、新皇帝に忠実であることを示す努力をした。これ以降、ルドルフは諸侯同士の係争において仲裁人となる道を進み、有益な関係を築いていった。その例の一つが「Kurverein von Rhense」（1338年にレンスで行われたボヘミア王ヨハンを除く6選帝侯の会議）であった。
この関係には教皇も含まれており、教皇は1324年にルートヴィヒ4世を破門した。そこで皇帝は方針を変え、ルドルフに12年の貸借という形で、ブリーツ、フュルステンヴァルデ、ベースコーなどの町を含むラウジッツの一部を与えた。
1333年から1338年にかけて、ルドルフは公領の宗教的拠点として、ヴィッテンベルクに諸聖徒参事会（Allerheiligenstift）を創設した。
仲裁人としての役割を果たす中で、ルドルフとプラハ宮廷との結びつきがより強くなり、それは1346年7月11日のカール4世のローマ王選出で明らかとなった。1346年11月26日、ボンにおいて戴冠式が行われたが、ルドルフは選帝侯として唯一、戴冠式に出席した。
カール4世との親密な結びつきにより、ルドルフは1347年、エルベ川をはさんでブランデンブルクの対岸のアルトマルクを手に入れた。加えて、1348年には、フランクフルト・アン・デア・オーダー近くのライヒスフォルストを選帝侯としての費用として受け取った。また、ルドルフのおかげで、メクレンブルク家のヨハンとアルブレヒト1世は帝国諸侯の身分を得ることができた。しかしカール4世との良好な関係は決して完全なものではなかった。1350年、カール4世はヴィッテルスバッハ家のルートヴィヒ5世に改めてブランデンブルク辺境伯領、ラウジッツおよび選帝侯の身分を追認したため、ルドルフは不満を感じ、プラハ宮廷から退いた。
カール4世がプラハのマラー・ストラナにあるヴァルヒェンホーフをルドルフに与えたことで、両者は和解に至った。
カール4世との関係により、ルドルフは最大の成功をおさめた。1355年10月6日にプラハで発布された勅書「bulla aurea Saxonica」において、ザクセン＝ヴィッテンベルク公が選帝侯であることがはっきりと明示された。加えて、その継承の順位はまず長子へ、もしそれが不可能な場合は年長の弟へいくことが取り決められた。また選帝侯の位は18歳以上で負うこととし、21歳で選帝侯領を支配できるとした。ザクセン＝ラウエンブルク家は1349年にギュンター・フォン・シュヴァルツブルクを対立王として選出したためカール4世の不興を買っており、この勅書において選帝侯としての権利を失った。これ以降、ルドルフ1世とその子孫のみが「選帝侯および帝国元帥」となることが決定した。これらのことは1356年に発布された金印勅書においても同様に規定された。
ルドルフは1356年3月12日にヴィッテンベルクで死去し、はじめヴィッテンベルクのフランシスコ会教会に埋葬されたが、1883年に城内教会に改葬された。

## 結婚と子女
1298年、ブランデンブルク＝ザルツヴェーデル辺境伯オットー5世の娘ユッタ（ブリギッテ）と結婚し、8人の子女をもうけた。
- アルベルト（? - 1329年7月4日）
- ヨハン
- アンナ（? - 1328/9年） - ベルナルト・ポルスキ（1356年頃没）と結婚
- ルドルフ2世（1307年頃 - 1370年） - ザクセン選帝侯
- エリーザベト（? - 1353年） - アンハルト＝ツェルプスト侯ヴァルデマール1世と結婚
- アグネス（? - 1338年1月4日） - アンハルト＝ベルンブルク侯ベルンハルト3世と結婚
- オットー（? - 1350年3月30日） - ブラウンシュヴァイク＝リューネブルク公アルブレヒト3世の父
- ベアトリクス（? - 1345年2月26日以降） - アンハルト＝ツェルプスト侯アルブレヒト2世と結婚

1328年8月28日、ポーランド王ヴワディスワフ1世の娘クネグンダと結婚した。
- ミエスコ（1330年頃 - 1350年）

1333年、リンドー伯ウルリヒ1世の娘アグネス（1300年頃 - 1343年5月9日）と結婚した。アグネスはリューゲン公ヴィツラフ3世、ハインリヒ2世・フォン・メクレンブルクの寡婦であった。3人の子女をもうけた。
- ヴィルヘルム - 早世
- ヴェンツェル（1337年 - 1388年） - ザクセン選帝侯
- ヘレネ（? - 1367年4月2日） - 1353年にマグデブルク城伯ヨハン1世・フォン・ハルデックと結婚